# La Vie du rail magazine
Pour les articles homonymes, voir La Vie du rail.
Ne doit pas être confondu avec La Vie du rail (hebdomadaire) ou Les Éditions La Vie du rail.
La Vie du rail magazine est un magazine mensuel français dérivé de l'hebdomadaire historique La Vie du rail (anciennement Notre métier) consacré au chemin de fer. Il est édité par le groupe de presse français Les Éditions La Vie du rail. Le directeur de la publication est Vincent Lalu.